# 杰萨错
30°11′N 84°48′E / 30.183°N 84.800°E
杰萨错（藏語：སྒྱེ་གསར་མཚོ，威利转写：sgye gsar mtsho，THL：Gyesar Tso，意为“新口袋湖”）位于中国西藏自治区西部阿里地区措勤县境内，地处措勤县西南部，康琼冈日东麓，湖面海拔5202米，面积150平方公里，为一内陆淡水湖。湖区年均气温-2～0℃，年均降水量200～300毫米。湖水主要依靠地表冰雪融水径流补给，有入湖河流27条。集水区内多雪山，水源丰富。湖东曾有公路通过，但现已废弃，湖滨为优良的天然牧场。